# Bénédicte Frankinet
Bénédicte barones Frankinet (Léopoldville, 23 juli 1951) is een Belgische voormalig diplomate.

## Biografie
Bénédicte Frankinet studeerde politieke en sociale wetenschappen en journalistiek aan de Université libre de Bruxelles. Vervolgens startte ze een diplomatieke carrière. Van 1979 tot 1983 was ze attaché in Brasilia en van 1983 tot 1988 eerste secretaris in New York. Van 1988 tot 1992 was ze eerste secretaris van de permanente vertegenwoordiging bij de Europese Gemeenschappen in Brussel en van 1992 tot 1993 kabinetsadviseur van minister van Buitenlandse Zaken Willy Claes (SP). Van 1994 tot 1999 werkte Frankinet op de ambassade in Parijs en van 1999 tot 2003 was ze ambassadrice in Harare, tevens geaccrediteerd bij Mozambique, Malawi en Zambia. Van 2003 tot 2008 was ze directeur Verenigde Naties op het ministerie van Buitenlandse Zaken en van 2008 tot 2012 was ze ambassadrice in Tel Aviv. Van 2013 tot 2016 was ze de permanent vertegenwoordigster bij de Verenigde Naties.
Ze werd in 2017 in de persoonlijke adel opgenomen met de titel barones.
Frankinet is expert bij het Egmontinstituut, het Koninklijk Instituut voor Internationale Betrekkingen. Sinds 2018 is ze assistent op het secretariaat van koningin Mathilde.
In 2020 nam ze deel aan de VRT-documentairereeks Corps Diplomatique.